# Кибберманн, Феликс Давидович
Феликс Давидович Кибберманн (эст. Felix Kibbermann; 3 декабря 1902, Раквере — 27 декабря 1993, Тарту) — эстонский шахматист, германист, лексикограф и педагог.

## Шахматная карьера
Участвовал в чемпионатах Эстонии, в 1933 году на 5-м чемпионате он разделил места с 3-го по 5-е с Ильмаром Раудом и Виктором Ульбергом (победу на турнире одержал Гуннар Фридеман). В 1935 году Кибберманн участвовал в матче с Паулем Кересом и проиграл его (одна победа, три поражения, одна ничья). В 1935 году в Варшаве на 6-й шахматной олимпиаде Феликс Кибберманн представлял Эстонию (две победы, пять поражений, две ничьи). В октябре 1937 года участвовал в учебном турнире в Таллине (победил Керес).
Во время Второй мировой войны Кибберманн участвовал в 11-м первенстве Эстонии в Таллине в 1941 году: он разделил предварительное первое место с Йоханнесом Тюрном, но проиграл матч за титул (три поражения и одна ничья). В 1942 и 1943 годах Кибберманн снова выступал в чемпионатах, которые выиграл Керес. В 1946 году на чемпионате Эстонской ССР Кибберманн разделил 11-е и 12-е места (победил Рауль Рентер). Последнее участие Кибберманна датируется 1953 годом, когда Пауль Керес снова выиграл чемпионат Эстонской ССР.

## Вне шахмат
С 1939 по 1970 годы Феликс Кибберманн был заведующим кафедрой германской филологии в Тартуском государственном университете. Имел опыты преподавания в Тартуской гимназии (с 1945 по 1939 годы), 5-й средней школе (с 1948 по 1958 годы). Автор ряда учебных пособий по изучению немецкого языка: «Praktische deutsche Phonetik für Esten» (1964), «Methodik des Deutschunterrichts an den Schulen Sowjetestlands» (1966), «Die Deutsche Ortographie» (1968) и эстонского учебника по немецкому «Saksa keele õpik edasijõudnuile» (1972). В 1964 году начал издавать эстонско-немецкий словарь, последнее издание которого вышло в 2003 году.
Был женат на Хельге Кибберманн (Лиив), в браке родились четверо детей.